# Gew41

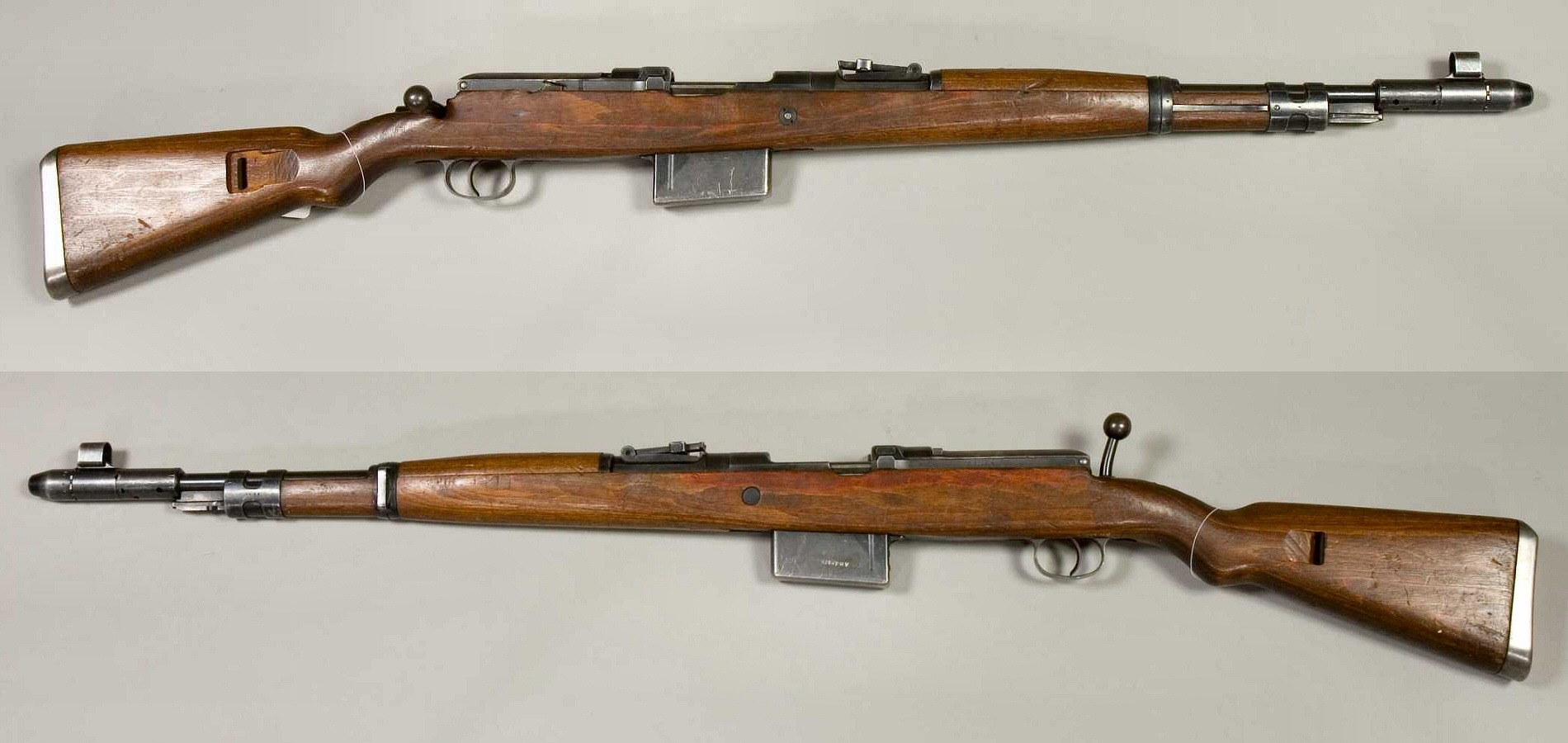
モーゼル社製のGew41(M)

Gew41 (Gewehr 41, 41年式小銃) は、第二次世界大戦中にドイツで運用されたセミオートマチックライフルである。設計の異なるワルサー社製のGew41(W)とモーゼル社製のGew41(M)が存在する。

## 概要
1940年までに、歩兵の戦闘効率を向上させるためには、既存のボルトアクション方式の小銃よりも発射率の高い半自動小銃が必要であることが明らかになった。ドイツ陸軍は様々なメーカーに設計条件を提示して試作を命じ、モーゼルとワルサーの2社が試作小銃を提出した。
これらの設計にはいくつかの制限が課された。
- 銃身の銃腔に発射ガスを取り出す穴を設けない。
- 自動装填の際に、外部の部品が動かない。
- 自動装填機構が故障した際に、ボルトアクション方式で手動装填ができる。

この要求仕様に応えるため、両社ともバン・システムとして知られている機構を採用した。この機構では、発射ガスを銃口のコーン型ガストラップによって捕捉し、ガスは銃身先端にかぶせられたガスチューブ内に拭き戻り、銃身を抱いているリング状のピストンを押し下げる。ピストンはモーゼル社案では銃身の下、ワルサー社案では銃身の上に添って取り付けられたオペレーティングロッドを後退させる。オペレーティングロッドはボルトキャリアを数十ミリメートル突き戻して止まり、それ以降は慣性力によってボルトキャリアが単独で後退する（ショートストロークピストン）。どちらの銃もドイツの標準弾薬である7.92x57mmモーゼル弾を利用し、Kar98kと同一のストリッパークリップを使用して固定式の10発弾倉に装填した。
モーゼル社のGew41(M)は要求仕様に忠実な設計となっていたが、複雑な機構を採用したことで信頼性が低くなり、重量バランスも悪く重くかさむものとなってしまった。総生産数はわずか6,673丁で、そのうち1,673丁が使用不能として返却された。フロントサイトが銃身ではなくガスチューブに直接取り付けられていたため、精度の問題が指摘され、連続射撃の後に遊びが生じた。この銃のほとんどの金属部品は機械加工された鋼であり、一部の後発モデルではベークライト製のハンドガードを使用した。 
ワルサー社のGew41(W)は、要求仕様を一部無視したことで結果的に成功した。手動装填用の独立したボルトハンドルが無いことで機関部の構造はGew41(M)よりも単純になり、信頼性の面で優っていた。しかし、どちらの銃も銃口のガスが冷却される際に煤が付着するため、ガスシステムの汚れ問題に苦しんだ。これらの問題はまた、弾薬用雷管に腐食性の塩を使用することで銃口のガストラップが過度に腐食することに起因しているように思われた。 銃口のガストラップは多くの精密部品で構成され、フィールドストリップ自体は工具を使わずに可能だが、戦場の過酷な環境下で頻繁なメンテナンスを維持することは困難だった。
正式採用されたGew41(W)はツェラ＝メーリスのワルサー社工場とリューベックのベルリン＝リューベッカー機械工場の2つの工場で生産された。総生産数は資料によってばらつきはあるものの、40,000～145,000丁の間とされている。これらの小銃は東部戦線で使用された。
Gew41(W)は1943年に再設計され、ワルサーGew43半自動小銃として正式採用された。